# Arlette Gruss
Arlette Henriette Gruss, más conocida como Arlette Gruss, (Vernon, 17 de noviembre de 1930–La Fontaine-Saint-Martin, 2 de enero de 2006) fue una artista circense y empresaria francesa, fundadora y directora del Circo Arlette Gruss. Fue galardonada con el Caballero de la Legión de Honor y Caballero de la Orden de las Artes y las Letras.

## Trayectoria
Fue la hija mayor de Lucienne Beautour (1914-1998) y del domador de caballos Alexis Grüss sénior (1909-1985). Es prima de Alexis Grüss júnior (1944), director del Cirque National Alexis Grüss.  
Gruss se casó con Tony Mummolo y tuvieron en 1953 un hijo llamado Yann Mummolo, conocido artísticamente como Yann Gruss, que se convirtió en domador; y en 1961, otro, llamado Gilbert Mummolo, conocido artísticamente como Gilbert Gruss. Más tarde se casó con el adiestrador Georges Peuriere, también conocido como Georgika Kobann, con quien tuvo una hija, Nora Peuriere.
Se Inició como trapecista, bajo el nombre artístico Hélène de Vernon, y también fue acróbata. Sin embargo, Gruss fue más conocida como adiestradora de leopardos.
En 1985, tras la muerte de su padre, decidió fundar y dirigir su propio circo, el Circo Arlette Gruss, primero en Irlanda junto a su hermana bajo el nombre de Cirque de France, y luego, en Francia junto a su esposo Georgika Kobann, con sede en La Fontaine-Saint-Martin. El Circo Arlette Gruss es conocido como el circo ambulante más grande de Europa, cuenta con más de cuarenta semirremolques y un convoy de ocho kilómetros.
Murió de cáncer el 2 de enero de 2006. Las autoridades francesas, incluido el ministro de Cultura, lamentaron su pérdida en comunicados oficiales que reconocían su trayectoria y sus aportes al circo.
Tras su fallecimiento en 2006, su hijo Gilbert Gruss, se convirtió en el director del circo.

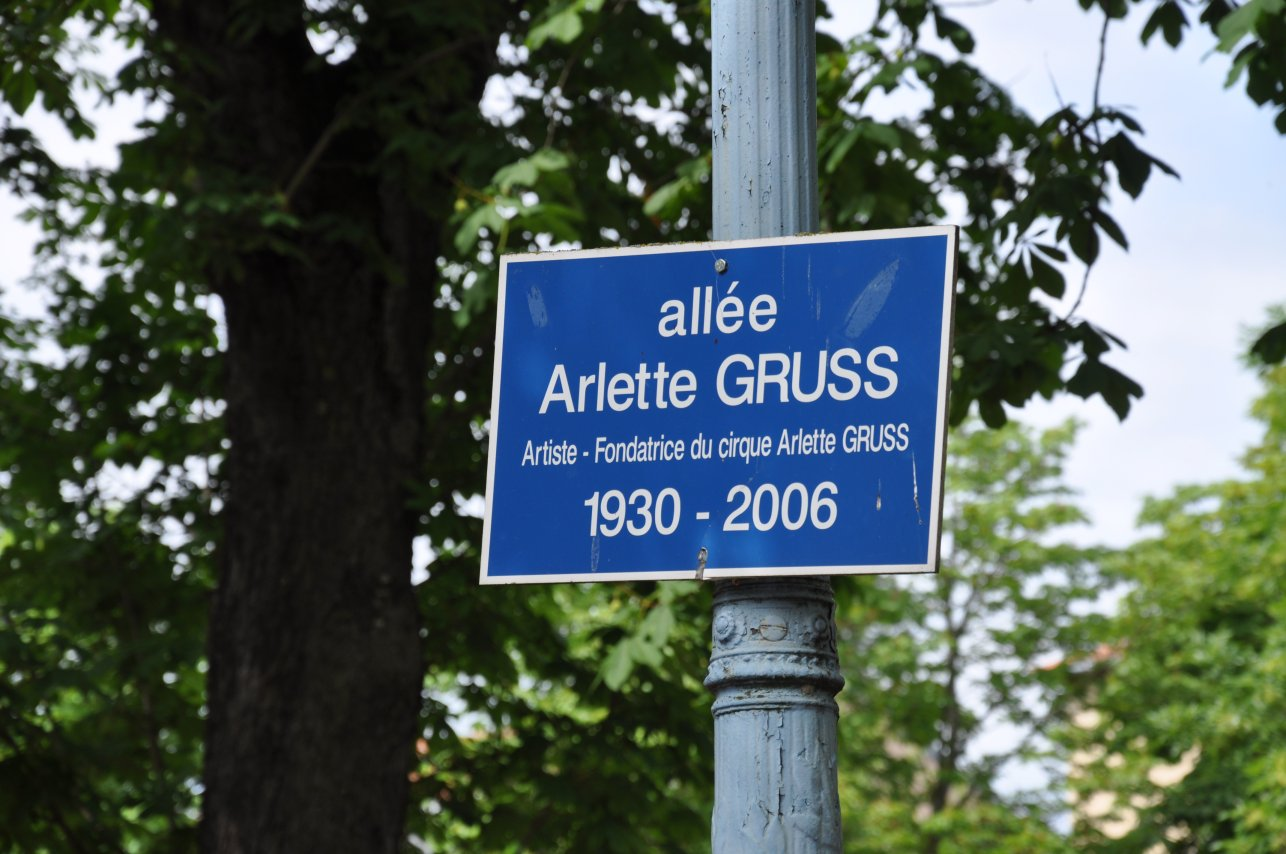
Placa del paseo Allée Arlette Gruss, explanada Cours Léopold, en Nancy.

## Reconocimientos
En 1995, Gruss recibió el Gran Premio Nacional de Circo de Francia (Grand Prix national du cirque). Fue nombrada en 1997 como Caballero de la Legión de Honor, por sus 40 años de actividad profesional, y Caballero de la Orden de las Artes y las Letras en 2002.
En 2007, una de las calles de la explanada Cours Léopold, en la ciudad francesa de Nancy, recibió el nombre de Allée Arlette-Gruss en su honor. En la brasserie Excelsior de la misma ciudad, se colocó una placa con su nombre en la mesa que solía ocupar cuando frecuentaba el restaurante.
Dentro de la gala anual del Festival Internacional de Circo de Montecarlo se entrega un premio especial denominado: "Prix Special Arlette Gruss".